# The Extremist
The Extremist è il quarto album di Joe Satriani, pubblicato nel 1992.

## Tracce
Tutti i brani sono di Joe Satriani.
1. Friends – 3:28
2. The Extremist (Living on the Edge) – 3:43
3. War – 5:47
4. Cryin' – 5:42
5. Rubina's Blue Sky Happiness – 6:10
6. Summer Song – 5:00
7. Tears in the Rain – 1:18
8. Why – 4:44
9. Motorcycle Driver – 4:58
10. New Blues – 6:57

## Formazione
- Joe Satriani - chitarra, banjo, dobro, basso (8, 10), armonica a bocca, tastiere, synth
- Matt Bissonette - basso
- Gregg Bissonette - batteria
- Paulinho Da Costa - percussioni (2, 6, 8, 9)
- Andy Johns - organo (2, 9)
- Brett Tugle - organo (4)
- Bongo Bob - batteria elettronica e percussioni (8)
- Phil Ashley - synth (5, 10), tastiere (6)
- Simon Phillips – batteria (5)
- Doug Wimbish - basso elettrico (5), Buddy Rich intro (10)
- Jeff Campitelli – percussioni, batteria
- John Cuniberti – percussioni (10)